# 진주 관광버스 추락 사고
진주 관광버스 추락 사고는 2001년 7월 24일 경상남도 진주시 판문동 대전통영고속도로 서진주 나들목 부근에서 관광버스가 약 30m 언덕 아래로 추락해 20명이 숨지고 20명이 중경상을 입은 교통사고이다.

## 개요
사고 관광버스는 40명을 태우고 경상남도 산청군에서 진주시 방면으로 달리던 중 갑자기 오른쪽으로 쏠리면서 가드레일을 들이받고 무려 약 46m 정도를 날다가 약 30m 언덕 아래로 추락하였다. 사고 현장 부근에서 이 장면을 본 목격자는 차가 날아가면서 떨어지는 것을 보고 사고차량 부근으로 갔다가 살려달라고 하는 걸 봤다고 말했고 진주소방서장 역시 일부 승객은 밖에서 사망하고 일부 승객은 부서진 버스 안에서 살려달라는 아우성을 치는 상황이었다고 말하였다.

## 사고 원인
사고의 발단은 운전기사의 과속 및 난폭 운전이 주요 원인이었다. 사고 현장에 남아 있는 50m 정도 되는 스키드마크를 분석한 결과 사고 버스가 약 140km 이상으로 달리다 무인속도 측정기 앞에서 급제동을 하다가 사고가 난 것으로 결론지었다. 또한 관광버스 이용객들이 대부분 안전띠를 착용하지 않은 채 주행중인 버스 안에서 음주 가무를 즐긴 것도 인명피해 규모를 키운 것으로 밝혀졌다.

## 인명 피해
이 사고로 당시 52세의 관광버스 운전기사와 승객 등 20명이 사망하고 다른 승객 20명이 중경상을 입었다. 특히 사망자들은 대부분 목 부위 등을 심하게 다친 것으로 알려졌으며, 승객 대부분이 안전띠를 매지 않아 중상자와 중태자도 속출하였다.

## 지입관광버스의 문제점
관광버스 운수업이  1993년 등록제로 전환된 이후 전체 관광버스 중에서 절반이 차량만 회사 명의로 등록하고 차량은 운전기사 개인이 직접 관리하는 이른 바 "지입차량" 이 급증하기 시작하였다. 이 점은 차량의 검수 및 유지관리 등의 일관성이 없어짐에 따라 차량고장 및 교통사고 등의 위험을 안고 있다. 달리 말하면 관광버스 승무원들이 차를 몰고 나간 후 업무 종료 후에도 차고로 복귀하지 않는 상황이 반복되기 때문에 차량 검수 등 유지보수에 지장이 따른다고 전문가들은 지적한다. 또한 승무원의 휴식 등에 대한 조직적인 감독이 이루어지기 힘들고 단속의 손길마저 미치기 어려운데다 버스업계 역시 이와 같은 문제점을 알면서도 행락철만 되면 늘어나는 관광버스 수요 때문에 지금도 지입 관광버스가 성행하는 상황으로 알려졌다.

## 사고 여파
이 사고를 계기로 경찰청은 관광버스 안에서 음주 가무(술을 마시고 취한 상태에서 큰 소리로 노래를 하는 짓)를 하는 행위와 불법적으로 추가 장착한 고성능 음향기기(노래방 기기 또는 자동 반주장치 등)를 설치한 관광버스에 대해 과태료를 부과하기로 하였다.